# Eleições legislativas portuguesas de 2024 no distrito de Coimbra
| Eleições legislativas portuguesas de 2024 Distritos: Aveiro \| Beja \| Braga \| Bragança \| Castelo Branco \| Coimbra \| Évora \| Faro \| Guarda \| Leiria \| Lisboa \| Portalegre \| Porto \| Santarém \| Setúbal \| Viana do Castelo \| Vila Real \| Viseu \| Açores \| Madeira \| Estrangeiro |

## Resultados por concelho
Os resultados nos concelhos do Distrito de Coimbra foram os seguintes:

### Arganil
| Partido                 | Partido                                  | Votos | %               | +/-   |
| ----------------------- | ---------------------------------------- | ----- | --------------- | ----- |
|                         | Partido Socialista                       | 2 218 | 34,91 / 100,00  | 14,18 |
|                         | Aliança Democrática (PPD/PSD-CDS-PP-PPM) | 2 133 | 33,57 / 100,00  | 0,80  |
|                         | CHEGA                                    | 949   | 14,94 / 100,00  | 9,38  |
|                         | Bloco de Esquerda                        | 226   | 3,56 / 100,00   | 0,31  |
|                         | Iniciativa Liberal                       | 147   | 2,31 / 100,00   | 0,29  |
|                         | LIVRE                                    | 127   | 2,00 / 100,00   | 1,38  |
|                         | Coligação Democrática Unitária (PCP-PEV) | 119   | 1,87 / 100,00   | 0,10  |
|                         | Pessoas–Animais–Natureza                 | 97    | 1,53 / 100,00   | 0,48  |
|                         | Alternativa Democrática Nacional         | 80    | 1,26 / 100,00   | -     |
|                         | Outros (com menos de 1,00%)              | 58    | 0,91 / 100,00   |       |
| Votos Inválidos         | Votos Inválidos                          | 199   | 3,14 / 100,00   | 0,32  |
| Total                   | Total                                    | 6 353 | 100,00 / 100,00 |       |
| Eleitorado/Participação | Eleitorado/Participação                  | 9 805 | 64,79 / 100,00  | 8,58  |

| Freguesia                   | %     | %     | %     | %    | %    | %    | %    | %    | %    | Votantes | Taxa de Participação |
| Freguesia                   | PS    | AD    | CH    | BE   | IL   | L    | CDU  | PAN  | ADN  | Votantes | Taxa de Participação |
| --------------------------- | ----- | ----- | ----- | ---- | ---- | ---- | ---- | ---- | ---- | -------- | -------------------- |
| Freguesia                   |       |       |       |      |      |      |      |      |      | Votantes | Taxa de Participação |
| Arganil                     | 31,58 | 32,31 | 16,52 | 4,56 | 3,29 | 2,78 | 1,73 | 1,92 | 0,82 | 2 191    | 63,71                |
| Benfeita                    | 40,53 | 40,00 | 8,95  | 2,11 | 2,63 | 0    | 1,05 | 0,53 | 2,11 | 190      | 62,50                |
| Celavisa                    | 36,46 | 41,67 | 7,29  | 4,17 | 2,08 | 0    | 2,08 | 1,04 | 1,04 | 96       | 73,28                |
| Cepos e Teixeira            | 35,40 | 34,51 | 13,27 | 2,65 | 0    | 0    | 5,31 | 0,88 | 1,77 | 113      | 60,11                |
| Cerdeira e Moura da Serra   | 32,74 | 46,02 | 8,85  | 0,88 | 3,10 | 0,44 | 1,33 | 0,88 | 0,88 | 226      | 69,75                |
| Coja e Barril de Alva       | 47,56 | 26,01 | 12,63 | 3,08 | 1,91 | 1,27 | 1,49 | 1,59 | 1,27 | 942      | 66,01                |
| Folques                     | 53,96 | 17,82 | 13,86 | 1,98 | 0,99 | 2,97 | 1,49 | 3,96 | 1,98 | 202      | 72,40                |
| Piódão                      | 28,17 | 38,03 | 14,08 | 5,63 | 2,82 | 0    | 7,04 | 0    | 0    | 71       | 52,59                |
| Pomares                     | 42,80 | 26,00 | 17,20 | 3,60 | 0    | 0,80 | 4,00 | 0,80 | 1,20 | 250      | 69,44                |
| Pombeiro da Beira           | 32,68 | 38,74 | 13,42 | 1,30 | 0,87 | 1,52 | 3,03 | 1,08 | 3,03 | 462      | 60,95                |
| São Martinho da Cortiça     | 20,77 | 44,41 | 17,48 | 4,30 | 3,01 | 2,44 | 1,00 | 0,43 | 0,86 | 698      | 60,70                |
| Sarzedo                     | 17,26 | 48,49 | 17,81 | 4,11 | 1,37 | 1,92 | 0,27 | 0,82 | 2,47 | 365      | 67,59                |
| Secarias                    | 40,76 | 25,63 | 16,81 | 3,78 | 0,84 | 3,78 | 3,78 | 1,68 | 0,84 | 238      | 73,91                |
| Vila Cova de Alva e Anceriz | 51,78 | 21,36 | 12,62 | 2,27 | 2,27 | 1,62 | 1,62 | 3,24 | 0,97 | 309      | 68,97                |
| Arganil                     | 34,91 | 33,57 | 14,94 | 3,56 | 2,31 | 2,00 | 1,87 | 1,53 | 1,26 | 6 353    | 64,79                |

### Cantanhede
| Partido                 | Partido                                  | Votos  | %               | +/-   |
| ----------------------- | ---------------------------------------- | ------ | --------------- | ----- |
|                         | Aliança Democrática (PPD/PSD-CDS-PP-PPM) | 7 670  | 37,83 / 100,00  | 1,94  |
|                         | Partido Socialista                       | 4 970  | 24,51 / 100,00  | 12,63 |
|                         | CHEGA                                    | 3 939  | 19,43 / 100,00  | 11,00 |
|                         | Iniciativa Liberal                       | 811    | 4,00 / 100,00   | 0,61  |
|                         | Bloco de Esquerda                        | 769    | 3,79 / 100,00   | 0,26  |
|                         | LIVRE                                    | 379    | 1,87 / 100,00   | 1,06  |
|                         | Alternativa Democrática Nacional         | 285    | 1,41 / 100,00   | -     |
|                         | Pessoas–Animais–Natureza                 | 274    | 1,35 / 100,00   | 0,39  |
|                         | Coligação Democrática Unitária (PCP-PEV) | 269    | 1,33 / 100,00   | 0,14  |
|                         | Outros (com menos de 1,00%)              | 206    | 1,01 / 100,00   |       |
| Votos Inválidos         | Votos Inválidos                          | 702    | 3,46 / 100,00   | 0,45  |
| Total                   | Total                                    | 20 274 | 100,00 / 100,00 |       |
| Eleitorado/Participação | Eleitorado/Participação                  | 34 046 | 59,55 / 100,00  | 7,80  |

| Freguesia                    | %     | %     | %     | %    | %    | %    | %    | %    | %    | Votantes | Taxa de Participação |
| Freguesia                    | AD    | PS    | CH    | IL   | BE   | L    | ADN  | PAN  | CDU  | Votantes | Taxa de Participação |
| ---------------------------- | ----- | ----- | ----- | ---- | ---- | ---- | ---- | ---- | ---- | -------- | -------------------- |
| Freguesia                    |       |       |       |      |      |      |      |      |      | Votantes | Taxa de Participação |
| Ançã                         | 27,13 | 34,65 | 15,90 | 3,57 | 5,03 | 2,41 | 1,24 | 1,90 | 3,65 | 1 371    | 58,74                |
| Cadima                       | 40,58 | 21,92 | 22,84 | 2,76 | 3,19 | 2,15 | 1,23 | 1,17 | 1,41 | 1 629    | 60,63                |
| Cantanhede e Pocariça        | 34,92 | 25,21 | 17,86 | 5,47 | 5,38 | 2,69 | 1,24 | 1,66 | 1,35 | 5 169    | 63,17                |
| Cordinhã                     | 30,25 | 33,92 | 19,43 | 3,98 | 3,82 | 1,59 | 0,64 | 0,96 | 0,80 | 628      | 63,18                |
| Covões e Camarneira          | 53,49 | 15,15 | 18,89 | 2,62 | 1,68 | 0,31 | 1,87 | 1,18 | 0,62 | 1 604    | 51,31                |
| Febres                       | 43,01 | 19,86 | 20,33 | 3,76 | 2,59 | 1,41 | 2,17 | 1,29 | 0,88 | 1 702    | 49,55                |
| Murtede                      | 35,58 | 30,95 | 14,02 | 3,84 | 4,89 | 1,98 | 1,19 | 1,85 | 1,85 | 756      | 58,33                |
| Ourentã                      | 36,05 | 27,18 | 17,73 | 4,80 | 3,05 | 1,45 | 1,31 | 1,31 | 0,87 | 688      | 59,72                |
| Portunhos e Outil            | 27,70 | 32,54 | 17,64 | 4,48 | 5,85 | 2,19 | 1,37 | 1,19 | 1,55 | 1 094    | 61,67                |
| Sanguinheira                 | 38,27 | 19,64 | 24,36 | 4,00 | 2,73 | 2,27 | 1,27 | 1,55 | 0,91 | 1 100    | 65,63                |
| São Caetano                  | 49,06 | 18,54 | 17,98 | 2,25 | 2,25 | 0,75 | 2,06 | 0,37 | 1,12 | 534      | 67,77                |
| Sepins e Bolho               | 41,05 | 23,54 | 17,90 | 2,53 | 3,11 | 1,65 | 0,97 | 1,56 | 1,17 | 1 028    | 57,92                |
| Tocha                        | 34,71 | 25,55 | 24,40 | 3,31 | 2,92 | 1,58 | 1,53 | 0,67 | 1,25 | 2 086    | 61,32                |
| Vilamar e Corticeiro de Cima | 45,54 | 19,66 | 20,00 | 4,63 | 2,03 | 0,56 | 1,47 | 1,24 | 0,56 | 885      | 62,15                |
| Cantanhede                   | 37,83 | 24,51 | 19,43 | 4,00 | 3,79 | 1,87 | 1,41 | 1,35 | 1,33 | 20 274   | 59,55                |

### Coimbra
| Partido                 | Partido                                  | Votos   | %               | +/-   |
| ----------------------- | ---------------------------------------- | ------- | --------------- | ----- |
|                         | Partido Socialista                       | 28 809  | 33,83 / 100,00  | 10,23 |
|                         | Aliança Democrática (PPD/PSD-CDS-PP-PPM) | 25 850  | 30,35 / 100,00  | 0,84  |
|                         | CHEGA                                    | 9 668   | 11,35 / 100,00  | 6,64  |
|                         | Bloco de Esquerda                        | 5 381   | 6,32 / 100,00   | 0,02  |
|                         | Iniciativa Liberal                       | 3 991   | 4,69 / 100,00   | 0,08  |
|                         | LIVRE                                    | 3 379   | 3,97 / 100,00   | 2,58  |
|                         | Coligação Democrática Unitária (PCP-PEV) | 3 142   | 3,69 / 100,00   | 1,07  |
|                         | Pessoas–Animais–Natureza                 | 1 461   | 1,72 / 100,00   | 0,35  |
|                         | Outros (com menos de 1,00%)              | 1 271   | 1,48 / 100,00   |       |
| Votos Inválidos         | Votos Inválidos                          | 2 215   | 2,60 / 100,00   | 0,53  |
| Total                   | Total                                    | 85 167  | 100,00 / 100,00 |       |
| Eleitorado/Participação | Eleitorado/Participação                  | 124 792 | 68,25 / 100,00  | 7,31  |

| Freguesia                                      | %     | %     | %     | %    | %    | %    | %    | %    | Votantes | Taxa de Participação |
| Freguesia                                      | PS    | AD    | CH    | BE   | IL   | L    | CDU  | PAN  | Votantes | Taxa de Participação |
| ---------------------------------------------- | ----- | ----- | ----- | ---- | ---- | ---- | ---- | ---- | -------- | -------------------- |
| Freguesia                                      |       |       |       |      |      |      |      |      | Votantes | Taxa de Participação |
| Almalaguês                                     | 40,97 | 24,09 | 11,93 | 6,64 | 3,88 | 2,31 | 3,43 | 1,07 | 1 777    | 67,39                |
| Antuzede e Vil de Matos                        | 40,23 | 21,33 | 17,11 | 5,41 | 3,09 | 2,14 | 3,68 | 1,49 | 1 683    | 64,26                |
| Assafarge e Antanhol                           | 31,64 | 30,91 | 12,44 | 6,42 | 5,54 | 3,43 | 2,89 | 1,99 | 3 319    | 72,95                |
| Brasfemes                                      | 36,97 | 22,29 | 14,68 | 6,50 | 4,49 | 2,25 | 6,17 | 1,36 | 1 247    | 71,30                |
| Ceira                                          | 37,10 | 23,48 | 14,88 | 5,17 | 3,91 | 3,54 | 5,07 | 1,11 | 1 895    | 62,11                |
| Cernache                                       | 33,52 | 28,13 | 14,66 | 5,79 | 4,95 | 2,76 | 3,68 | 1,36 | 2 503    | 73,66                |
| Eiras e São Paulo de Frades                    | 36,80 | 25,56 | 13,03 | 6,55 | 4,36 | 3,25 | 3,75 | 2,16 | 10 131   | 65,84                |
| Santa Clara e Castelo Viegas                   | 32,94 | 32,30 | 10,20 | 6,44 | 4,85 | 4,21 | 3,53 | 1,65 | 7 031    | 69,17                |
| Santo António dos Olivais                      | 29,52 | 38,03 | 6,90  | 6,46 | 5,55 | 5,37 | 3,38 | 1,55 | 25 887   | 71,93                |
| São João do Campo                              | 39,45 | 17,24 | 18,43 | 3,96 | 3,23 | 2,58 | 8,11 | 1,11 | 1 085    | 64,62                |
| São Martinho de Árvore e Lamarosa              | 30,76 | 22,30 | 25,37 | 5,88 | 3,55 | 1,78 | 3,19 | 1,16 | 1 632    | 64,10                |
| São Martinho do Bispo e Ribeira de Frades      | 36,25 | 26,76 | 12,73 | 6,34 | 4,54 | 3,78 | 3,37 | 2,33 | 9 169    | 67,76                |
| São Silvestre                                  | 36,65 | 21,21 | 19,68 | 5,66 | 3,30 | 2,71 | 4,18 | 1,53 | 1 697    | 66,73                |
| Sé Nova, Santa Cruz, Almedina e São Bartolomeu | 30,89 | 35,21 | 8,55  | 7,73 | 4,35 | 4,51 | 3,61 | 1,64 | 7 580    | 61,46                |
| Souselas e Botão                               | 38,02 | 22,58 | 18,17 | 4,97 | 3,85 | 2,02 | 3,66 | 1,83 | 2 675    | 66,99                |
| Taveiro, Ameal e Arzila                        | 43,41 | 20,29 | 14,51 | 5,17 | 3,35 | 2,87 | 3,80 | 2,06 | 2 474    | 70,42                |
| Torres do Mondego                              | 41,81 | 21,11 | 10,31 | 5,74 | 3,99 | 2,66 | 7,65 | 1,58 | 1 203    | 64,37                |
| Trouxemil e Torre de Vilela                    | 38,83 | 23,41 | 16,84 | 5,19 | 3,81 | 2,71 | 3,53 | 1,28 | 2 179    | 67,21                |
| Coimbra                                        | 33,83 | 30,35 | 11,35 | 6,32 | 4,69 | 3,97 | 3,69 | 1,72 | 85 167   | 68,25                |

### Condeixa-a-Nova
| Partido                 | Partido                                  | Votos  | %               | +/-   |
| ----------------------- | ---------------------------------------- | ------ | --------------- | ----- |
|                         | Partido Socialista                       | 3 389  | 33,31 / 100,00  | 13,38 |
|                         | Aliança Democrática (PPD/PSD-CDS-PP-PPM) | 2 600  | 25,56 / 100,00  | 0,87  |
|                         | CHEGA                                    | 1 651  | 16,23 / 100,00  | 8,95  |
|                         | Bloco de Esquerda                        | 662    | 6,51 / 100,00   | 0,69  |
|                         | Iniciativa Liberal                       | 531    | 5,22 / 100,00   | 1,53  |
|                         | LIVRE                                    | 320    | 3,15 / 100,00   | 2,09  |
|                         | Coligação Democrática Unitária (PCP-PEV) | 307    | 3,02 / 100,00   | 0,48  |
|                         | Pessoas–Animais–Natureza                 | 184    | 1,81 / 100,00   | 0,37  |
|                         | Outros (com menos de 1,00%)              | 197    | 1,94 / 100,00   |       |
| Votos Inválidos         | Votos Inválidos                          | 333    | 3,28 / 100,00   | 0,42  |
| Total                   | Total                                    | 10 174 | 100,00 / 100,00 |       |
| Eleitorado/Participação | Eleitorado/Participação                  | 14 611 | 69,63 / 100,00  | 8,31  |

| Freguesia                          | %     | %     | %     | %    | %    | %    | %    | %    | Votantes | Taxa de Participação |
| Freguesia                          | PS    | AD    | CH    | BE   | IL   | L    | CDU  | PAN  | Votantes | Taxa de Participação |
| ---------------------------------- | ----- | ----- | ----- | ---- | ---- | ---- | ---- | ---- | -------- | -------------------- |
| Freguesia                          |       |       |       |      |      |      |      |      | Votantes | Taxa de Participação |
| Anobra                             | 43,78 | 14,46 | 19,81 | 5,22 | 4,42 | 2,14 | 3,48 | 1,34 | 747      | 68,85                |
| Condeixa-a-Velha e Condeixa-a-Nova | 30,05 | 27,72 | 15,55 | 7,46 | 5,58 | 3,55 | 2,82 | 2,21 | 5 068    | 68,62                |
| Ega                                | 34,56 | 26,14 | 16,96 | 5,38 | 4,43 | 2,97 | 2,78 | 1,08 | 1 580    | 68,10                |
| Furadouro                          | 26,21 | 33,01 | 28,16 | 5,83 | 2,91 | 0    | 0    | 0,97 | 103      | 60,59                |
| Sebal e Belide                     | 34,71 | 24,19 | 16,32 | 4,77 | 5,86 | 2,82 | 3,69 | 1,63 | 1 844    | 74,12                |
| Vila Seca e Bem da Fé              | 39,12 | 24,88 | 12,27 | 9,17 | 3,60 | 2,95 | 2,95 | 1,80 | 611      | 73,35                |
| Zambujal                           | 39,37 | 19,00 | 19,00 | 4,52 | 5,43 | 3,17 | 3,62 | 1,36 | 221      | 67,17                |
| Condeixa-a-Nova                    | 33,31 | 25,56 | 16,23 | 6,51 | 5,22 | 3,15 | 3,02 | 1,81 | 10 174   | 69,63                |

### Figueira da Foz
| Partido                 | Partido                                  | Votos  | %               | +/-   |
| ----------------------- | ---------------------------------------- | ------ | --------------- | ----- |
|                         | Partido Socialista                       | 10 870 | 31,26 / 100,00  | 13,91 |
|                         | Aliança Democrática (PPD/PSD-CDS-PP-PPM) | 9 623  | 27,67 / 100,00  | 0,13  |
|                         | CHEGA                                    | 6 501  | 18,69 / 100,00  | 11,35 |
|                         | Bloco de Esquerda                        | 1 869  | 5,37 / 100,00   | 0,05  |
|                         | Iniciativa Liberal                       | 1 350  | 3,88 / 100,00   | 0,27  |
|                         | Coligação Democrática Unitária (PCP-PEV) | 1 127  | 3,24 / 100,00   | 0,56  |
|                         | LIVRE                                    | 1 012  | 2,91 / 100,00   | 1,85  |
|                         | Pessoas–Animais–Natureza                 | 644    | 1,85 / 100,00   | 0,33  |
|                         | Outros (com menos de 1,00%)              | 728    | 2,09 / 100,00   |       |
| Votos Inválidos         | Votos Inválidos                          | 1 054  | 3,03 / 100,00   | 0,18  |
| Total                   | Total                                    | 34 778 | 100,00 / 100,00 |       |
| Eleitorado/Participação | Eleitorado/Participação                  | 54 582 | 63,72 / 100,00  | 8,19  |

| Freguesia            | %     | %     | %     | %    | %    | %    | %    | %    | Votantes | Taxa de Participação |
| Freguesia            | PS    | AD    | CH    | BE   | IL   | CDU  | L    | PAN  | Votantes | Taxa de Participação |
| -------------------- | ----- | ----- | ----- | ---- | ---- | ---- | ---- | ---- | -------- | -------------------- |
| Freguesia            |       |       |       |      |      |      |      |      | Votantes | Taxa de Participação |
| Alhadas              | 38,34 | 22,40 | 19,36 | 4,68 | 3,50 | 2,95 | 1,77 | 1,56 | 2 371    | 62,43                |
| Alqueidão            | 33,22 | 26,93 | 17,66 | 4,86 | 3,53 | 2,65 | 1,66 | 1,21 | 906      | 65,32                |
| Bom Sucesso          | 28,94 | 24,05 | 30,04 | 3,59 | 2,59 | 2,30 | 1,90 | 1,10 | 1 002    | 57,62                |
| Buarcos e São Julião | 29,90 | 31,78 | 14,78 | 5,66 | 4,37 | 3,33 | 3,74 | 2,09 | 10 931   | 62,57                |
| Ferreira-a-Nova      | 33,71 | 28,92 | 21,91 | 3,27 | 1,99 | 1,20 | 1,99 | 1,12 | 1 255    | 62,41                |
| Lavos                | 28,22 | 27,50 | 22,02 | 3,70 | 4,13 | 3,80 | 3,61 | 1,44 | 2 080    | 64,84                |
| Maiorca              | 38,29 | 20,40 | 20,91 | 5,24 | 2,80 | 4,24 | 1,80 | 1,22 | 1 392    | 64,99                |
| Marinha das Ondas    | 32,59 | 27,17 | 21,99 | 4,80 | 2,55 | 1,56 | 1,99 | 1,99 | 1 605    | 61,21                |
| Moinhos da Gândara   | 30,53 | 28,97 | 22,12 | 5,61 | 3,89 | 1,25 | 1,25 | 1,09 | 642      | 62,70                |
| Paião                | 29,08 | 35,28 | 16,13 | 5,24 | 3,31 | 1,57 | 1,69 | 1,69 | 1 661    | 66,33                |
| Quiaios              | 30,88 | 24,63 | 20,45 | 5,19 | 3,71 | 3,06 | 2,59 | 2,12 | 1 697    | 63,09                |
| São Pedro            | 36,36 | 19,28 | 24,81 | 5,88 | 3,01 | 3,49 | 1,71 | 1,09 | 1 463    | 57,08                |
| Tavarede             | 28,22 | 28,14 | 18,55 | 6,48 | 4,72 | 3,21 | 3,52 | 2,22 | 6 162    | 69,06                |
| Vila Verde           | 34,89 | 16,88 | 20,17 | 5,90 | 3,85 | 8,26 | 2,98 | 2,42 | 1 611    | 64,44                |
| Figueira da Foz      | 31,26 | 27,67 | 18,69 | 5,37 | 3,88 | 3,24 | 2,91 | 1,85 | 34 778   | 63,72                |

### Góis
| Partido                 | Partido                                  | Votos | %               | +/-   |
| ----------------------- | ---------------------------------------- | ----- | --------------- | ----- |
|                         | Partido Socialista                       | 805   | 36,28 / 100,00  | 10,57 |
|                         | Aliança Democrática (PPD/PSD-CDS-PP-PPM) | 745   | 33,57 / 100,00  | 1,23  |
|                         | CHEGA                                    | 306   | 13,79 / 100,00  | 10,22 |
|                         | Bloco de Esquerda                        | 91    | 4,10 / 100,00   | 0,05  |
|                         | Iniciativa Liberal                       | 50    | 2,25 / 100,00   | 0,58  |
|                         | Coligação Democrática Unitária (PCP-PEV) | 40    | 1,80 / 100,00   | 0,47  |
|                         | Pessoas–Animais–Natureza                 | 29    | 1,31 / 100,00   | 0,40  |
|                         | Alternativa Democrática Nacional         | 27    | 1,22 / 100,00   | -     |
|                         | Outros (com menos de 1,00%)              | 53    | 2,40 / 100,00   |       |
| Votos Inválidos         | Votos Inválidos                          | 73    | 3,29 / 100,00   | 0,38  |
| Total                   | Total                                    | 2 219 | 100,00 / 100,00 |       |
| Eleitorado/Participação | Eleitorado/Participação                  | 3 386 | 65,53 / 100,00  | 4,15  |

| Freguesia          | %     | %     | %     | %    | %    | %    | %    | %    | Votantes | Taxa de Participação |
| Freguesia          | PS    | AD    | CH    | BE   | IL   | CDU  | PAN  | ADN  | Votantes | Taxa de Participação |
| ------------------ | ----- | ----- | ----- | ---- | ---- | ---- | ---- | ---- | -------- | -------------------- |
| Freguesia          |       |       |       |      |      |      |      |      | Votantes | Taxa de Participação |
| Alvares            | 34,63 | 41,60 | 11,89 | 2,33 | 1,55 | 1,29 | 1,55 | 0,78 | 387      | 65,70                |
| Cadafaz e Colmeal  | 47,59 | 26,21 | 15,86 | 1,38 | 1,38 | 2,07 | 0    | 0    | 145      | 54,31                |
| Góis               | 34,67 | 34,15 | 13,24 | 4,70 | 3,22 | 1,83 | 0,96 | 1,48 | 1 148    | 66,86                |
| Vila Nova do Ceira | 37,85 | 28,57 | 15,77 | 4,82 | 0,93 | 2,04 | 2,23 | 1,30 | 539      | 66,30                |
| Góis               | 36,28 | 33,57 | 13,79 | 4,10 | 2,25 | 1,80 | 1,31 | 1,22 | 2 219    | 65,53                |

### Lousã
| Partido                 | Partido                                  | Votos  | %               | +/-   |
| ----------------------- | ---------------------------------------- | ------ | --------------- | ----- |
|                         | Partido Socialista                       | 3 466  | 34,54 / 100,00  | 14,64 |
|                         | Aliança Democrática (PPD/PSD-CDS-PP-PPM) | 2 698  | 26,88 / 100,00  | 0,02  |
|                         | CHEGA                                    | 1 594  | 15,88 / 100,00  | 9,46  |
|                         | Bloco de Esquerda                        | 656    | 6,54 / 100,00   | 0,60  |
|                         | Iniciativa Liberal                       | 350    | 3,49 / 100,00   | 0,33  |
|                         | LIVRE                                    | 308    | 3,07 / 100,00   | 2,17  |
|                         | Pessoas–Animais–Natureza                 | 199    | 1,98 / 100,00   | 0,58  |
|                         | Coligação Democrática Unitária (PCP-PEV) | 189    | 1,88 / 100,00   | 0,55  |
|                         | Alternativa Democrática Nacional         | 101    | 1,01 / 100,00   | -     |
|                         | Outros (com menos de 1,00%)              | 96     | 0,96 / 100,00   |       |
| Votos Inválidos         | Votos Inválidos                          | 379    | 3,78 / 100,00   | 1,06  |
| Total                   | Total                                    | 10 036 | 100,00 / 100,00 |       |
| Eleitorado/Participação | Eleitorado/Participação                  | 15 275 | 65,70 / 100,00  | 9,52  |

| Freguesia                      | %     | %     | %     | %    | %    | %    | %    | %    | %    | Votantes | Taxa de Participação |
| Freguesia                      | PS    | AD    | CH    | BE   | IL   | L    | PAN  | CDU  | ADN  | Votantes | Taxa de Participação |
| ------------------------------ | ----- | ----- | ----- | ---- | ---- | ---- | ---- | ---- | ---- | -------- | -------------------- |
| Freguesia                      |       |       |       |      |      |      |      |      |      | Votantes | Taxa de Participação |
| Foz de Arouce e Casal de Ermio | 29,45 | 34,03 | 16,23 | 4,84 | 3,80 | 2,23 | 2,09 | 1,96 | 1,05 | 764      | 66,09                |
| Gândaras                       | 36,32 | 22,79 | 19,12 | 4,85 | 3,24 | 3,09 | 1,91 | 1,32 | 1,32 | 680      | 62,90                |
| Lousã e Vilarinho              | 34,58 | 26,35 | 15,72 | 6,93 | 3,53 | 3,27 | 2,02 | 1,90 | 1,01 | 7 589    | 65,73                |
| Serpins                        | 36,89 | 28,22 | 14,66 | 5,98 | 3,09 | 2,19 | 1,69 | 2,09 | 0,70 | 1 003    | 67,23                |
| Lousã                          | 34,54 | 26,88 | 15,88 | 6,54 | 3,49 | 3,07 | 1,98 | 1,88 | 1,01 | 10 036   | 65,70                |

### Mira
| Partido                 | Partido                                  | Votos  | %               | +/-   |
| ----------------------- | ---------------------------------------- | ------ | --------------- | ----- |
|                         | Aliança Democrática (PPD/PSD-CDS-PP-PPM) | 2 674  | 37,01 / 100,00  | 2,67  |
|                         | Partido Socialista                       | 1 930  | 26,71 / 100,00  | 12,13 |
|                         | CHEGA                                    | 1 357  | 18,78 / 100,00  | 10,86 |
|                         | Iniciativa Liberal                       | 274    | 3,79 / 100,00   | 0,33  |
|                         | Bloco de Esquerda                        | 268    | 3,71 / 100,00   | 0,33  |
|                         | LIVRE                                    | 126    | 1,74 / 100,00   | 1,11  |
|                         | Alternativa Democrática Nacional         | 93     | 1,29 / 100,00   | -     |
|                         | Pessoas–Animais–Natureza                 | 84     | 1,16 / 100,00   | 0,07  |
|                         | Coligação Democrática Unitária (PCP-PEV) | 72     | 1,00 / 100,00   | 0,17  |
|                         | Outros (com menos de 1,00%)              | 89     | 1,23 / 100,00   |       |
| Votos Inválidos         | Votos Inválidos                          | 258    | 3,57 / 100,00   | 0,62  |
| Total                   | Total                                    | 7 225  | 100,00 / 100,00 |       |
| Eleitorado/Participação | Eleitorado/Participação                  | 12 706 | 56,86 / 100,00  | 7,07  |

| Freguesia     | %     | %     | %     | %    | %    | %    | %    | %    | %    | Votantes | Taxa de Participação |
| Freguesia     | AD    | PS    | CH    | IL   | BE   | L    | ADN  | PAN  | CDU  | Votantes | Taxa de Participação |
| ------------- | ----- | ----- | ----- | ---- | ---- | ---- | ---- | ---- | ---- | -------- | -------------------- |
| Freguesia     |       |       |       |      |      |      |      |      |      | Votantes | Taxa de Participação |
| Carapelhos    | 53,17 | 14,00 | 19,69 | 3,28 | 1,31 | 0,44 | 2,19 | 0,88 | 0,22 | 457      | 57,99                |
| Mira          | 36,54 | 26,68 | 18,76 | 3,60 | 4,17 | 1,87 | 1,26 | 1,01 | 1,01 | 4 056    | 59,13                |
| Praia de Mira | 28,53 | 33,46 | 19,66 | 4,14 | 3,93 | 2,10 | 1,21 | 1,73 | 1,21 | 1 907    | 54,19                |
| Seixo         | 50,31 | 18,14 | 16,27 | 4,22 | 2,24 | 0,99 | 1,12 | 0,75 | 0,87 | 805      | 52,31                |
| Mira          | 37,01 | 26,71 | 18,78 | 3,79 | 3,71 | 1,74 | 1,29 | 1,16 | 1,00 | 7 225    | 56,86                |

### Miranda do Corvo
| Partido                 | Partido                                  | Votos  | %               | +/-   |
| ----------------------- | ---------------------------------------- | ------ | --------------- | ----- |
|                         | Partido Socialista                       | 2 749  | 39,88 / 100,00  | 14,23 |
|                         | Aliança Democrática (PPD/PSD-CDS-PP-PPM) | 1 826  | 26,49 / 100,00  | 0,05  |
|                         | CHEGA                                    | 1 003  | 14,55 / 100,00  | 9,86  |
|                         | Bloco de Esquerda                        | 308    | 4,47 / 100,00   | 0,23  |
|                         | Iniciativa Liberal                       | 217    | 3,15 / 100,00   | 0,55  |
|                         | Coligação Democrática Unitária (PCP-PEV) | 185    | 2,68 / 100,00   | 0,18  |
|                         | LIVRE                                    | 132    | 1,91 / 100,00   | 1,37  |
|                         | Pessoas–Animais–Natureza                 | 106    | 1,54 / 100,00   | 0,69  |
|                         | Outros (com menos de 1,00%)              | 128    | 1,84 / 100,00   |       |
| Votos Inválidos         | Votos Inválidos                          | 240    | 3,49 / 100,00   | 0,95  |
| Total                   | Total                                    | 6 894  | 100,00 / 100,00 |       |
| Eleitorado/Participação | Eleitorado/Participação                  | 10 655 | 64,70 / 100,00  | 6,74  |

| Freguesia         | %     | %     | %     | %    | %    | %    | %    | %    | Votantes | Taxa de Participação |
| Freguesia         | PS    | AD    | CH    | BE   | IL   | CDU  | L    | PAN  | Votantes | Taxa de Participação |
| ----------------- | ----- | ----- | ----- | ---- | ---- | ---- | ---- | ---- | -------- | -------------------- |
| Freguesia         |       |       |       |      |      |      |      |      | Votantes | Taxa de Participação |
| Lamas             | 41,63 | 32,13 | 12,44 | 2,94 | 1,58 | 1,81 | 3,17 | 0,90 | 442      | 66,47                |
| Miranda do Corvo  | 39,63 | 25,36 | 14,15 | 5,33 | 3,46 | 3,14 | 1,98 | 1,85 | 4 050    | 64,48                |
| Semide e Rio Vide | 38,98 | 27,88 | 15,29 | 3,40 | 2,97 | 2,12 | 1,54 | 1,33 | 1 883    | 63,17                |
| Vila Nova         | 43,55 | 25,43 | 16,76 | 2,89 | 2,70 | 1,93 | 1,73 | 0,39 | 519      | 71,29                |
| Miranda do Corvo  | 39,88 | 26,49 | 14,55 | 4,47 | 3,15 | 2,68 | 1,91 | 1,54 | 6 894    | 64,70                |

### Montemor-o-Velho
| Partido                 | Partido                                  | Votos  | %               | +/-   |
| ----------------------- | ---------------------------------------- | ------ | --------------- | ----- |
|                         | Partido Socialista                       | 4 619  | 32,53 / 100,00  | 15,01 |
|                         | Aliança Democrática (PPD/PSD-CDS-PP-PPM) | 3 780  | 26,62 / 100,00  | 0,13  |
|                         | CHEGA                                    | 2 943  | 20,72 / 100,00  | 11,98 |
|                         | Bloco de Esquerda                        | 645    | 4,54 / 100,00   | 0,57  |
|                         | Iniciativa Liberal                       | 596    | 4,20 / 100,00   | 1,09  |
|                         | Coligação Democrática Unitária (PCP-PEV) | 391    | 2,75 / 100,00   | 0,49  |
|                         | LIVRE                                    | 292    | 2,06 / 100,00   | 1,20  |
|                         | Pessoas–Animais–Natureza                 | 195    | 1,37 / 100,00   | 0,47  |
|                         | Alternativa Democrática Nacional         | 152    | 1,07 / 100,00   | -     |
|                         | Outros (com menos de 1,00%)              | 142    | 1,01 / 100,00   |       |
| Votos Inválidos         | Votos Inválidos                          | 446    | 3,14 / 100,00   | 0,32  |
| Total                   | Total                                    | 14 201 | 100,00 / 100,00 |       |
| Eleitorado/Participação | Eleitorado/Participação                  | 21 577 | 65,82 / 100,00  | 8,22  |

| Freguesia                                | %     | %     | %     | %    | %    | %    | %    | %    | %    | Votantes | Taxa de Participação |
| Freguesia                                | PS    | AD    | CH    | BE   | IL   | CDU  | L    | PAN  | ADN  | Votantes | Taxa de Participação |
| ---------------------------------------- | ----- | ----- | ----- | ---- | ---- | ---- | ---- | ---- | ---- | -------- | -------------------- |
| Freguesia                                |       |       |       |      |      |      |      |      |      | Votantes | Taxa de Participação |
| Abrunheira, Verride e Vila Nova da Barca | 40,57 | 21,06 | 17,05 | 4,91 | 2,84 | 5,81 | 1,81 | 1,29 | 1,16 | 774      | 65,82                |
| Arazede                                  | 27,35 | 30,91 | 24,47 | 3,45 | 3,85 | 1,75 | 1,57 | 0,78 | 1,82 | 2 808    | 60,57                |
| Carapinheira                             | 29,68 | 29,34 | 21,86 | 3,63 | 4,11 | 3,56 | 2,06 | 1,44 | 1,03 | 1 459    | 59,84                |
| Ereira                                   | 49,07 | 18,40 | 15,20 | 4,00 | 3,47 | 3,47 | 1,33 | 0,80 | 0,53 | 375      | 70,62                |
| Liceia                                   | 34,64 | 21,08 | 26,96 | 3,10 | 2,94 | 3,43 | 2,12 | 0,33 | 0,65 | 612      | 64,29                |
| Meãs do Campo                            | 31,05 | 31,25 | 23,79 | 3,02 | 2,32 | 1,51 | 1,11 | 0,91 | 0,91 | 992      | 67,57                |
| Montemor-o-Velho e Gatões                | 28,71 | 26,80 | 20,44 | 6,26 | 5,11 | 2,71 | 3,06 | 1,90 | 0,55 | 1 996    | 66,73                |
| Pereira                                  | 37,43 | 23,29 | 16,24 | 5,76 | 5,57 | 2,29 | 2,86 | 2,14 | 1,00 | 2 100    | 72,71                |
| Santo Varão                              | 38,60 | 21,88 | 15,72 | 5,99 | 4,91 | 4,66 | 2,25 | 1,50 | 0,50 | 1 202    | 74,52                |
| Seixo de Gatões                          | 25,23 | 29,67 | 24,18 | 5,23 | 4,18 | 1,70 | 1,44 | 2,35 | 1,44 | 765      | 65,72                |
| Tentúgal                                 | 34,35 | 26,74 | 20,04 | 3,13 | 3,76 | 2,24 | 1,43 | 0,81 | 1,16 | 1 118    | 65,00                |
| Montemor-o-Velho                         | 32,53 | 26,62 | 20,72 | 4,54 | 4,20 | 2,75 | 2,06 | 1,37 | 1,07 | 14 201   | 65,82                |

### Oliveira do Hospital
| Partido                 | Partido                                  | Votos  | %               | +/-   |
| ----------------------- | ---------------------------------------- | ------ | --------------- | ----- |
|                         | Aliança Democrática (PPD/PSD-CDS-PP-PPM) | 4 085  | 35,38 / 100,00  | 0,70  |
|                         | Partido Socialista                       | 3 687  | 31,93 / 100,00  | 16,73 |
|                         | CHEGA                                    | 1 922  | 16,65 / 100,00  | 11,11 |
|                         | Bloco de Esquerda                        | 341    | 2,95 / 100,00   | 0,35  |
|                         | Iniciativa Liberal                       | 280    | 2,42 / 100,00   | 0,63  |
|                         | Coligação Democrática Unitária (PCP-PEV) | 210    | 1,82 / 100,00   | 0,16  |
|                         | LIVRE                                    | 189    | 1,64 / 100,00   | 1,04  |
|                         | Alternativa Democrática Nacional         | 163    | 1,41 / 100,00   | -     |
|                         | Pessoas–Animais–Natureza                 | 142    | 1,23 / 100,00   | 0,63  |
|                         | Outros (com menos de 1,00%)              | 117    | 1,01 / 100,00   |       |
| Votos Inválidos         | Votos Inválidos                          | 411    | 3,56 / 100,00   | 0,71  |
| Total                   | Total                                    | 11 547 | 100,00 / 100,00 |       |
| Eleitorado/Participação | Eleitorado/Participação                  | 17 244 | 66,96 / 100,00  | 8,48  |

| Freguesia                                   | %     | %     | %     | %    | %    | %    | %    | %    | %    | Votantes | Taxa de Participação |
| Freguesia                                   | AD    | PS    | CH    | BE   | IL   | CDU  | L    | ADN  | PAN  | Votantes | Taxa de Participação |
| ------------------------------------------- | ----- | ----- | ----- | ---- | ---- | ---- | ---- | ---- | ---- | -------- | -------------------- |
| Freguesia                                   |       |       |       |      |      |      |      |      |      | Votantes | Taxa de Participação |
| Aldeia das Dez                              | 41,52 | 33,57 | 11,91 | 2,53 | 1,81 | 1,08 | 0,72 | 0,36 | 2,53 | 277      | 69,25                |
| Alvoco das Várzeas                          | 29,15 | 44,72 | 14,57 | 1,51 | 1,51 | 1,01 | 3,52 | 1,01 | 1,01 | 199      | 80,57                |
| Avô                                         | 36,10 | 38,27 | 14,80 | 1,81 | 1,44 | 1,08 | 0,36 | 1,44 | 0,36 | 277      | 67,73                |
| Bobadela                                    | 33,78 | 27,30 | 22,16 | 2,16 | 2,43 | 3,78 | 0,81 | 1,35 | 1,08 | 370      | 67,52                |
| Ervedal e Vila Franca da Beira              | 24,09 | 35,12 | 19,16 | 2,18 | 2,03 | 6,53 | 2,61 | 1,16 | 1,60 | 689      | 60,12                |
| Lagares da Beira                            | 26,67 | 37,53 | 19,51 | 2,47 | 2,10 | 1,60 | 0,62 | 1,73 | 2,47 | 810      | 65,91                |
| Lagos da Beira e Lajeosa                    | 34,61 | 38,18 | 15,32 | 2,25 | 1,59 | 0,79 | 0,79 | 0,40 | 0,40 | 757      | 71,55                |
| Lourosa                                     | 31,16 | 29,08 | 22,85 | 3,86 | 0,59 | 2,37 | 1,19 | 2,37 | 0,89 | 337      | 67,13                |
| Meruge                                      | 25,48 | 42,59 | 14,83 | 2,66 | 1,90 | 7,60 | 1,52 | 0    | 1,52 | 263      | 62,62                |
| Nogueira do Cravo                           | 41,05 | 26,97 | 15,79 | 2,97 | 2,11 | 1,49 | 1,41 | 1,56 | 1,09 | 1 279    | 66,27                |
| Oliveira do Hospital e São Paio de Gramaços | 38,29 | 29,22 | 15,90 | 3,37 | 3,51 | 1,12 | 2,20 | 1,42 | 1,42 | 3 586    | 69,96                |
| Penalva de Alva e São Sebastião da Feira    | 31,07 | 40,00 | 11,24 | 4,30 | 2,48 | 1,82 | 1,82 | 1,82 | 0,83 | 605      | 69,46                |
| Santa Ovaia e Vila Pouca da Beira           | 35,62 | 29,55 | 19,96 | 2,74 | 1,37 | 1,57 | 0,20 | 2,54 | 0,78 | 511      | 70,78                |
| São Gião                                    | 41,33 | 32,00 | 11,11 | 4,00 | 1,33 | 0,89 | 0    | 1,33 | 1,33 | 225      | 65,60                |
| Seixo da Beira                              | 38,50 | 27,95 | 19,06 | 2,29 | 2,16 | 1,52 | 2,03 | 1,27 | 0,89 | 787      | 57,49                |
| Travanca de Lagos                           | 36,00 | 30,43 | 17,04 | 3,48 | 2,43 | 0,70 | 2,43 | 1,74 | 0,52 | 575      | 62,23                |
| Oliveira do Hospital                        | 35,38 | 31,93 | 16,65 | 2,95 | 2,42 | 1,82 | 1,64 | 1,41 | 1,23 | 11 547   | 66,96                |

### Pampilhosa da Serra
| Partido                 | Partido                                  | Votos | %               | +/-   |
| ----------------------- | ---------------------------------------- | ----- | --------------- | ----- |
|                         | Partido Socialista                       | 762   | 39,06 / 100,00  | 12,01 |
|                         | Aliança Democrática (PPD/PSD-CDS-PP-PPM) | 676   | 34,65 / 100,00  | 2,24  |
|                         | CHEGA                                    | 288   | 14,76 / 100,00  | 10,64 |
|                         | Bloco de Esquerda                        | 37    | 1,90 / 100,00   | 0,08  |
|                         | Coligação Democrática Unitária (PCP-PEV) | 33    | 1,69 / 100,00   | 0,37  |
|                         | Iniciativa Liberal                       | 29    | 1,49 / 100,00   | 0,32  |
|                         | Alternativa Democrática Nacional         | 27    | 1,38 / 100,00   | -     |
|                         | Outros (com menos de 1,00%)              | 47    | 2,41 / 100,00   |       |
| Votos Inválidos         | Votos Inválidos                          | 52    | 2,66 / 100,00   | 0,47  |
| Total                   | Total                                    | 1 951 | 100,00 / 100,00 |       |
| Eleitorado/Participação | Eleitorado/Participação                  | 3 307 | 59,00 / 100,00  | 1,69  |

| Freguesia                | %     | %     | %     | %    | %    | %    | %    | Votantes | Taxa de Participação |
| Freguesia                | PS    | AD    | CH    | BE   | CDU  | IL   | ADN  | Votantes | Taxa de Participação |
| ------------------------ | ----- | ----- | ----- | ---- | ---- | ---- | ---- | -------- | -------------------- |
| Freguesia                |       |       |       |      |      |      |      | Votantes | Taxa de Participação |
| Cabril                   | 38,10 | 36,51 | 15,08 | 3,17 | 1,59 | 0    | 0,79 | 126      | 56,76                |
| Dornelas do Zêzere       | 45,24 | 26,59 | 17,46 | 1,98 | 1,59 | 0,79 | 1,59 | 252      | 53,73                |
| Fajão - Vidual           | 30,43 | 47,83 | 8,70  | 2,17 | 2,90 | 2,17 | 0    | 138      | 61,33                |
| Janeiro de Baixo         | 38,72 | 32,66 | 19,53 | 2,02 | 1,35 | 2,02 | 0,67 | 297      | 56,68                |
| Pampilhosa da Serra      | 42,42 | 30,17 | 14,70 | 2,30 | 1,68 | 1,84 | 1,68 | 653      | 62,61                |
| Pessegueiro              | 31,76 | 45,88 | 8,24  | 0    | 0    | 2,35 | 5,88 | 85       | 64,89                |
| Portela do Fojo - Machio | 30,43 | 41,85 | 16,30 | 1,09 | 1,63 | 0    | 0,54 | 184      | 61,13                |
| Unhais-o-Velho           | 38,43 | 40,28 | 10,19 | 0,93 | 2,31 | 1,85 | 1,39 | 216      | 55,10                |
| Pampilhosa da Serra      | 39,06 | 34,65 | 14,76 | 1,90 | 1,69 | 1,49 | 1,38 | 1 951    | 59,00                |

### Penacova
| Partido                 | Partido                                  | Votos  | %               | +/-   |
| ----------------------- | ---------------------------------------- | ------ | --------------- | ----- |
|                         | Partido Socialista                       | 2 855  | 35,89 / 100,00  | 11,46 |
|                         | Aliança Democrática (PPD/PSD-CDS-PP-PPM) | 2 678  | 33,67 / 100,00  | 1,51  |
|                         | CHEGA                                    | 1 150  | 14,46 / 100,00  | 9,28  |
|                         | Iniciativa Liberal                       | 233    | 2,93 / 100,00   | 0,77  |
|                         | Bloco de Esquerda                        | 206    | 2,59 / 100,00   | 0,06  |
|                         | Coligação Democrática Unitária (PCP-PEV) | 191    | 2,40 / 100,00   | 0,56  |
|                         | LIVRE                                    | 133    | 1,67 / 100,00   | 1,08  |
|                         | Alternativa Democrática Nacional         | 90     | 1,13 / 100,00   | -     |
|                         | Pessoas–Animais–Natureza                 | 88     | 1,11 / 100,00   | 0,37  |
|                         | Outros (com menos de 1,00%)              | 70     | 0,88 / 100,00   |       |
| Votos Inválidos         | Votos Inválidos                          | 260    | 3,27 / 100,00   | 1,06  |
| Total                   | Total                                    | 7 954  | 100,00 / 100,00 |       |
| Eleitorado/Participação | Eleitorado/Participação                  | 12 909 | 61,62 / 100,00  | 6,96  |

| Freguesia                                 | %     | %     | %     | %    | %    | %    | %    | %    | %    | Votantes | Taxa de Participação |
| Freguesia                                 | PS    | AD    | CH    | IL   | BE   | CDU  | L    | ADN  | PAN  | Votantes | Taxa de Participação |
| ----------------------------------------- | ----- | ----- | ----- | ---- | ---- | ---- | ---- | ---- | ---- | -------- | -------------------- |
| Freguesia                                 |       |       |       |      |      |      |      |      |      | Votantes | Taxa de Participação |
| Carvalho                                  | 28,61 | 41,39 | 20,83 | 1,39 | 1,11 | 0,83 | 0,83 | 2,22 | 0,28 | 360      | 50,28                |
| Figueira de Lorvão                        | 36,38 | 34,20 | 14,33 | 3,69 | 2,59 | 1,16 | 1,64 | 1,02 | 0,82 | 1 465    | 64,20                |
| Friúmes e Paradela                        | 36,29 | 37,90 | 13,91 | 1,01 | 1,81 | 1,01 | 1,41 | 1,81 | 0,40 | 496      | 70,96                |
| Lorvão                                    | 36,87 | 29,91 | 14,78 | 3,40 | 3,05 | 3,91 | 1,88 | 0,96 | 1,52 | 1 969    | 62,00                |
| Oliveira do Mondego e Travanca do Mondego | 32,97 | 29,91 | 15,86 | 3,78 | 3,60 | 3,78 | 1,44 | 1,80 | 1,26 | 555      | 58,85                |
| Penacova                                  | 40,90 | 29,55 | 12,80 | 2,97 | 2,49 | 2,85 | 2,00 | 1,09 | 1,03 | 1 648    | 60,17                |
| São Pedro de Alva e São Paio do Mondego   | 28,92 | 43,68 | 13,55 | 1,52 | 2,22 | 1,82 | 1,52 | 1,01 | 1,31 | 989      | 59,12                |
| Sazes do Lorvão                           | 36,02 | 35,17 | 15,25 | 3,60 | 2,54 | 0,64 | 1,27 | 0,21 | 1,27 | 472      | 69,31                |
| Penacova                                  | 35,89 | 33,67 | 14,46 | 2,93 | 2,59 | 2,40 | 1,67 | 1,13 | 1,11 | 7 954    | 61,62                |

### Penela
| Partido                 | Partido                                  | Votos | %               | +/-   |
| ----------------------- | ---------------------------------------- | ----- | --------------- | ----- |
|                         | Aliança Democrática (PPD/PSD-CDS-PP-PPM) | 1 028 | 35,36 / 100,00  | 2,90  |
|                         | Partido Socialista                       | 906   | 31,17 / 100,00  | 18,02 |
|                         | CHEGA                                    | 465   | 16,00 / 100,00  | 10,38 |
|                         | Bloco de Esquerda                        | 107   | 3,68 / 100,00   | 0,21  |
|                         | Iniciativa Liberal                       | 92    | 3,16 / 100,00   | 0,45  |
|                         | LIVRE                                    | 55    | 1,89 / 100,00   | 1,36  |
|                         | Alternativa Democrática Nacional         | 44    | 1,51 / 100,00   | -     |
|                         | Pessoas–Animais–Natureza                 | 39    | 1,34 / 100,00   | 0,21  |
|                         | Coligação Democrática Unitária (PCP-PEV) | 30    | 1,03 / 100,00   | 0,36  |
|                         | Outros (com menos de 1,00%)              | 36    | 1,24 / 100,00   |       |
| Votos Inválidos         | Votos Inválidos                          | 105   | 3,62 / 100,00   | 1,09  |
| Total                   | Total                                    | 2 907 | 100,00 / 100,00 |       |
| Eleitorado/Participação | Eleitorado/Participação                  | 4 673 | 62,21 / 100,00  | 6,07  |

| Freguesia                           | %     | %     | %     | %    | %    | %    | %    | %    | %    | Votantes | Taxa de Participação |
| Freguesia                           | AD    | PS    | CH    | BE   | IL   | L    | ADN  | PAN  | CDU  | Votantes | Taxa de Participação |
| ----------------------------------- | ----- | ----- | ----- | ---- | ---- | ---- | ---- | ---- | ---- | -------- | -------------------- |
| Freguesia                           |       |       |       |      |      |      |      |      |      | Votantes | Taxa de Participação |
| Cumeeira                            | 42,14 | 28,65 | 13,12 | 3,33 | 2,22 | 1,85 | 0,37 | 0,55 | 0,55 | 541      | 68,57                |
| Espinhal                            | 35,80 | 37,78 | 10,62 | 2,47 | 1,23 | 1,73 | 2,72 | 2,72 | 0,99 | 405      | 64,90                |
| Podentes                            | 31,27 | 28,73 | 21,45 | 3,27 | 2,18 | 1,45 | 2,91 | 1,45 | 1,45 | 275      | 66,75                |
| São Miguel, Santa Eufémia e Rabaçal | 33,75 | 30,78 | 17,32 | 4,15 | 4,09 | 2,02 | 1,36 | 1,25 | 1,13 | 1 686    | 59,20                |
| Penela                              | 35,36 | 31,17 | 16,00 | 3,68 | 3,16 | 1,89 | 1,51 | 1,34 | 1,03 | 2 907    | 62,21                |

### Soure
| Partido                 | Partido                                  | Votos  | %               | +/-   |
| ----------------------- | ---------------------------------------- | ------ | --------------- | ----- |
|                         | Partido Socialista                       | 3 911  | 38,26 / 100,00  | 12,28 |
|                         | Aliança Democrática (PPD/PSD-CDS-PP-PPM) | 2 482  | 24,28 / 100,00  | 0,87  |
|                         | CHEGA                                    | 1 814  | 17,74 / 100,00  | 10,37 |
|                         | Bloco de Esquerda                        | 450    | 4,40 / 100,00   | 0,43  |
|                         | Iniciativa Liberal                       | 367    | 3,59 / 100,00   | 0,81  |
|                         | Coligação Democrática Unitária (PCP-PEV) | 283    | 2,77 / 100,00   | 0,57  |
|                         | LIVRE                                    | 237    | 2,32 / 100,00   | 1,40  |
|                         | Pessoas–Animais–Natureza                 | 134    | 1,31 / 100,00   | 0,44  |
|                         | Outros (com menos de 1,00%)              | 186    | 1,82 / 100,00   |       |
| Votos Inválidos         | Votos Inválidos                          | 359    | 3,51 / 100,00   | 0,53  |
| Total                   | Total                                    | 10 223 | 100,00 / 100,00 |       |
| Eleitorado/Participação | Eleitorado/Participação                  | 15 877 | 64,39 / 100,00  | 8,27  |

| Freguesia              | %     | %     | %     | %    | %    | %    | %    | %    | Votantes | Taxa de Participação |
| Freguesia              | PS    | AD    | CH    | BE   | IL   | CDU  | L    | PAN  | Votantes | Taxa de Participação |
| ---------------------- | ----- | ----- | ----- | ---- | ---- | ---- | ---- | ---- | -------- | -------------------- |
| Freguesia              |       |       |       |      |      |      |      |      | Votantes | Taxa de Participação |
| Alfarelos              | 37,57 | 18,92 | 16,99 | 7,46 | 3,18 | 7,60 | 3,59 | 0,69 | 724      | 68,17                |
| Degracias e Pombalinho | 27,24 | 42,79 | 14,90 | 2,88 | 1,76 | 1,44 | 1,44 | 0,32 | 624      | 58,81                |
| Figueiró do Campo      | 45,47 | 18,50 | 13,60 | 5,76 | 4,41 | 3,55 | 2,94 | 1,23 | 816      | 68,80                |
| Gesteira e Brunhós     | 43,13 | 23,48 | 16,52 | 2,96 | 2,09 | 2,78 | 2,78 | 1,04 | 575      | 65,71                |
| Granja do Ulmeiro      | 41,40 | 18,07 | 16,44 | 4,49 | 6,60 | 3,63 | 2,49 | 2,01 | 1 046    | 66,92                |
| Samuel                 | 42,38 | 22,06 | 14,66 | 4,93 | 3,48 | 1,89 | 2,76 | 2,18 | 689      | 67,42                |
| Soure                  | 37,34 | 24,48 | 19,84 | 3,65 | 3,55 | 2,12 | 2,28 | 1,34 | 4 248    | 62,83                |
| Tapéus                 | 27,00 | 37,00 | 18,00 | 3,00 | 3,50 | 1,00 | 1,00 | 0,50 | 200      | 66,01                |
| Vila Nova de Anços     | 43,58 | 22,57 | 15,10 | 4,34 | 3,82 | 4,34 | 1,22 | 1,04 | 576      | 68,00                |
| Vinha da Rainha        | 32,28 | 28,55 | 21,10 | 3,45 | 4,69 | 0,83 | 1,52 | 1,52 | 725      | 60,57                |
| Soure                  | 38,26 | 24,28 | 17,74 | 4,40 | 3,59 | 2,77 | 2,32 | 1,31 | 10 223   | 64,39                |

### Tábua
| Partido                 | Partido                                  | Votos  | %               | +/-   |
| ----------------------- | ---------------------------------------- | ------ | --------------- | ----- |
|                         | Aliança Democrática (PPD/PSD-CDS-PP-PPM) | 2 215  | 34,43 / 100,00  | 0,86  |
|                         | Partido Socialista                       | 2 069  | 32,16 / 100,00  | 15,39 |
|                         | CHEGA                                    | 1 147  | 17,83 / 100,00  | 12,90 |
|                         | Bloco de Esquerda                        | 183    | 2,84 / 100,00   | 0,23  |
|                         | Iniciativa Liberal                       | 152    | 2,36 / 100,00   | 0,05  |
|                         | Coligação Democrática Unitária (PCP-PEV) | 136    | 2,11 / 100,00   | 0,25  |
|                         | Alternativa Democrática Nacional         | 101    | 1,57 / 100,00   | -     |
|                         | Pessoas–Animais–Natureza                 | 94     | 1,46 / 100,00   | 0,44  |
|                         | LIVRE                                    | 82     | 1,27 / 100,00   | 0,89  |
|                         | Outros (com menos de 1,00%)              | 55     | 0,85 / 100,00   |       |
| Votos Inválidos         | Votos Inválidos                          | 199    | 3,09 / 100,00   | 0,30  |
| Total                   | Total                                    | 6 433  | 100,00 / 100,00 |       |
| Eleitorado/Participação | Eleitorado/Participação                  | 10 129 | 63,51 / 100,00  | 8,22  |

| Freguesia                         | %     | %     | %     | %    | %    | %    | %    | %    | %    | Votantes | Taxa de Participação |
| Freguesia                         | AD    | PS    | CH    | BE   | IL   | CDU  | ADN  | PAN  | L    | Votantes | Taxa de Participação |
| --------------------------------- | ----- | ----- | ----- | ---- | ---- | ---- | ---- | ---- | ---- | -------- | -------------------- |
| Freguesia                         |       |       |       |      |      |      |      |      |      | Votantes | Taxa de Participação |
| Ázere e Covelo                    | 34,28 | 31,66 | 20,74 | 1,31 | 0,87 | 3,28 | 2,40 | 0,44 | 1,09 | 458      | 61,31                |
| Candosa                           | 34,27 | 43,26 | 12,08 | 1,97 | 0,84 | 1,12 | 0,84 | 1,40 | 0,84 | 356      | 60,24                |
| Carapinha                         | 41,63 | 23,08 | 17,65 | 5,43 | 0,90 | 1,36 | 1,36 | 0,45 | 1,36 | 221      | 68,63                |
| Covas e Vila Nova de Oliveirinha  | 33,08 | 33,23 | 18,60 | 2,74 | 1,22 | 2,90 | 1,98 | 1,22 | 1,22 | 656      | 60,29                |
| Espariz e Sinde                   | 29,21 | 39,26 | 18,57 | 2,51 | 2,13 | 1,35 | 1,74 | 0,97 | 0,58 | 517      | 63,59                |
| Midões                            | 33,85 | 35,28 | 15,77 | 3,20 | 1,98 | 2,09 | 1,65 | 1,21 | 1,32 | 907      | 62,99                |
| Mouronho                          | 43,14 | 22,66 | 20,26 | 2,18 | 1,96 | 1,74 | 1,53 | 0,87 | 1,09 | 459      | 70,83                |
| Pinheiro de Coja e Meda de Mouros | 34,03 | 29,86 | 22,22 | 2,08 | 2,43 | 1,04 | 1,74 | 1,39 | 1,04 | 288      | 66,21                |
| Póvoa de Midões                   | 32,05 | 40,38 | 13,78 | 1,60 | 3,53 | 1,60 | 0,96 | 1,60 | 1,28 | 312      | 64,33                |
| São João da Boa Vista             | 22,62 | 41,67 | 18,65 | 1,98 | 2,38 | 3,57 | 2,38 | 3,17 | 0,79 | 252      | 66,49                |
| Tábua                             | 35,68 | 27,75 | 18,04 | 3,59 | 3,64 | 2,19 | 1,30 | 2,04 | 1,69 | 2 007    | 63,09                |
| Tábua                             | 34,43 | 32,16 | 17,83 | 2,84 | 2,36 | 2,11 | 1,57 | 1,46 | 1,27 | 6 433    | 63,51                |

### Vila Nova de Poiares
| Partido                 | Partido                                  | Votos | %               | +/-   |
| ----------------------- | ---------------------------------------- | ----- | --------------- | ----- |
|                         | Aliança Democrática (PPD/PSD-CDS-PP-PPM) | 1 256 | 33,66 / 100,00  | 0,57  |
|                         | Partido Socialista                       | 1 071 | 28,71 / 100,00  | 12,67 |
|                         | CHEGA                                    | 715   | 19,16 / 100,00  | 11,14 |
|                         | Bloco de Esquerda                        | 135   | 3,62 / 100,00   | 0,83  |
|                         | Iniciativa Liberal                       | 117   | 3,14 / 100,00   | 0,56  |
|                         | Coligação Democrática Unitária (PCP-PEV) | 92    | 2,47 / 100,00   | 0,24  |
|                         | LIVRE                                    | 69    | 1,85 / 100,00   | 0,92  |
|                         | Pessoas–Animais–Natureza                 | 52    | 1,39 / 100,00   | 0,20  |
|                         | Outros (com menos de 1,00%)              | 78    | 2,09 / 100,00   |       |
| Votos Inválidos         | Votos Inválidos                          | 146   | 3,92 / 100,00   | 0,60  |
| Total                   | Total                                    | 3 731 | 100,00 / 100,00 |       |
| Eleitorado/Participação | Eleitorado/Participação                  | 6 171 | 60,46 / 100,00  | 10,39 |

| Freguesia             | %     | %     | %     | %    | %    | %    | %    | %    | Votantes | Taxa de Participação |
| Freguesia             | AD    | PS    | CH    | BE   | IL   | CDU  | L    | PAN  | Votantes | Taxa de Participação |
| --------------------- | ----- | ----- | ----- | ---- | ---- | ---- | ---- | ---- | -------- | -------------------- |
| Freguesia             |       |       |       |      |      |      |      |      | Votantes | Taxa de Participação |
| Arrifana              | 38,06 | 27,91 | 17,01 | 2,54 | 1,64 | 2,99 | 1,79 | 1,94 | 670      | 55,93                |
| Lavegadas             | 34,23 | 41,44 | 9,91  | 6,31 | 0,90 | 2,70 | 0    | 0    | 111      | 64,91                |
| Poiares (Santo André) | 33,87 | 26,84 | 19,98 | 4,03 | 3,27 | 2,46 | 1,79 | 1,48 | 2 232    | 61,05                |
| São Miguel de Poiares | 28,83 | 33,29 | 20,06 | 2,92 | 4,46 | 1,95 | 2,37 | 0,84 | 718      | 62,65                |
| Vila Nova de Poiares  | 33,66 | 28,71 | 19,16 | 3,62 | 3,14 | 2,47 | 1,85 | 1,39 | 3 731    | 60,46                |

## Lista de Deputados Eleitos
A lista apresentada é conforme a aplicação do Método D'Hondt:
| N.º | Nome                                                  | Partido | Partido            | Partido                       | Quociente |
| --- | ----------------------------------------------------- | ------- | ------------------ | ----------------------------- | --------- |
| 1   | Ana Maria Pereira Abrunhosa                           |         | Partido Socialista | Partido Socialista            | 79086     |
| 2   | Rita Fragoso de Rhodes Alarcão Júdice de Abreu e Mota |         |                    | Aliança Democrática (PPD/PSD) | 74019     |
| 3   | Pedro Artur Barreirinhas Sales Guedes Coimbra         |         | Partido Socialista | Partido Socialista            | 39543     |
| 4   | António José Cerejo Pinto Pereira                     |         | CHEGA              | CHEGA                         | 37412     |
| 5   | Maurício Teixeira Marques                             |         |                    | Aliança Democrática (PPD/PSD) | 37009,5   |
| 6   | Ricardo Manuel Garrido Lino                           |         | Partido Socialista | Partido Socialista            | 26362     |
| 7   | Martim Arnaut Syder                                   |         |                    | Aliança Democrática (PPD/PSD) | 24673     |
| 8   | Raquel Fátima Cardoso Ferreira                        |         | Partido Socialista | Partido Socialista            | 19771,5   |
| 9   | Eliseu da Costa Neves                                 |         | CHEGA              | CHEGA                         | 18706     |